# Краспиця

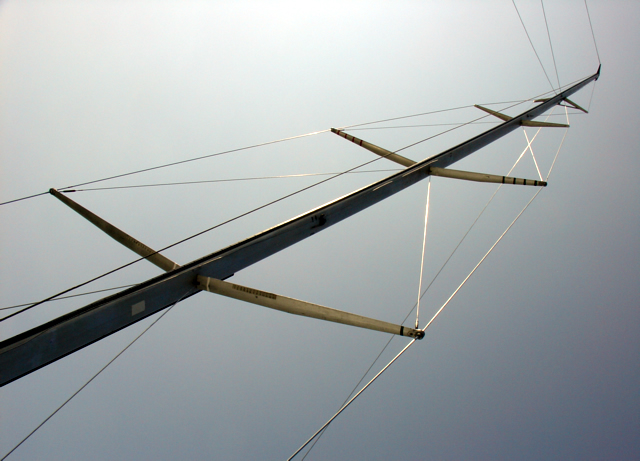
Яхтові краспиці з ромбовантами

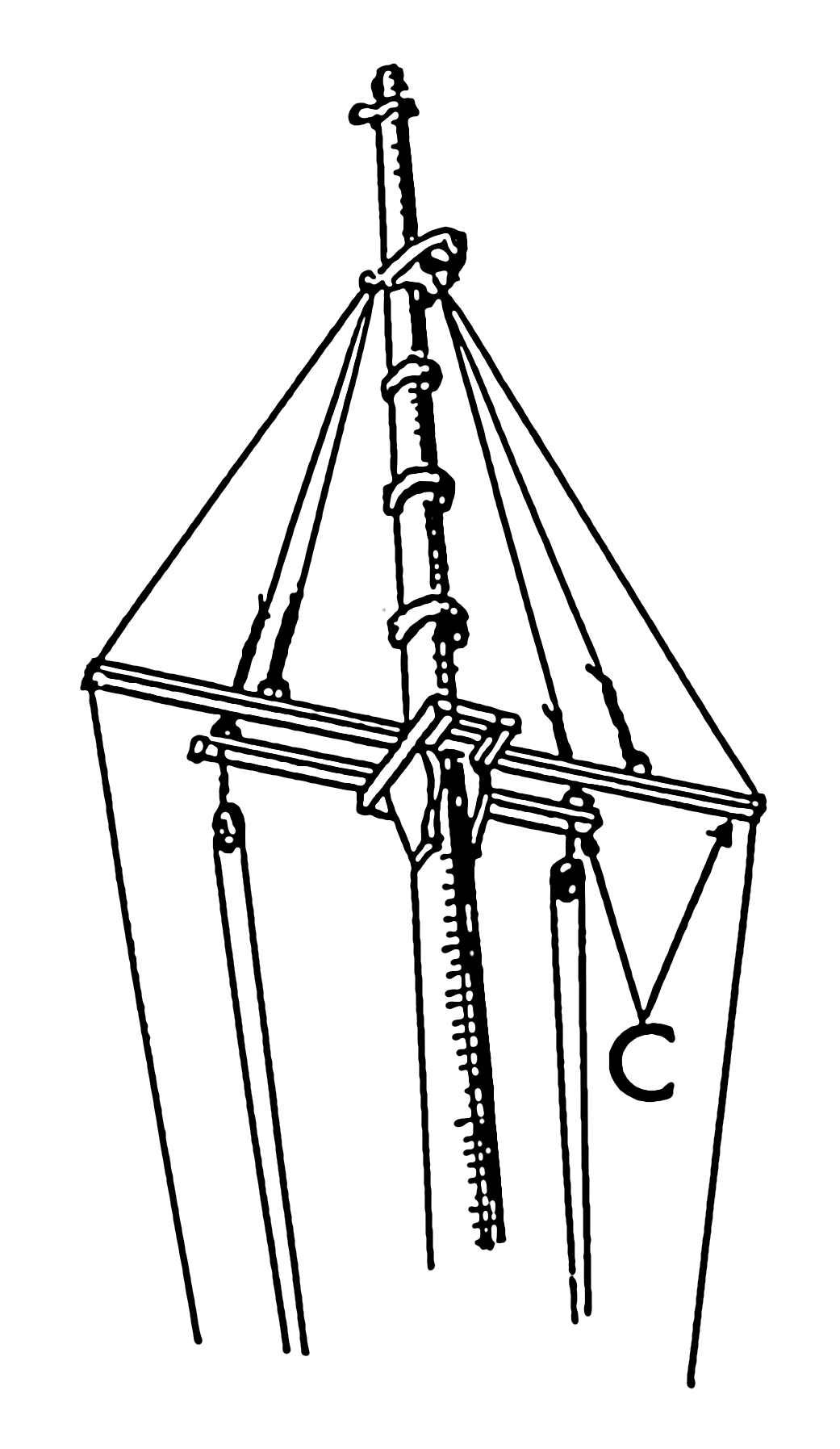
Краспиці салінгів (позначені літерою C)

Кра́спиця (від англ. cross-piece — «перехрестна деталь») — елемент рангоуту на суднах у вигляді поперечної планки.
На сучасних вітрильних яхтах краспиця — це розпірка між щоглою і снастями стоячого такелажу (ромбовантами, топ-вантами тощо), що дозволяє отримати кут, необхідний для забезпечення опорної реакції вант при високій щоглі.
На великих вітрильних суднах краспиця — поперечний (до діаметральної площини) брус, що укладається на поздовжніх лонга-салінгах і є складовою частиною салінгів та опорних конструкцій марсів. Салінги мають 2-3 краспиці (може використовуватися і одна), марси спираються на 2-3. Краспиці мають більшу довжину порівняно з лонга-салінгами. Через кінці краспиць салінгів проходять брам-ванти (ванти брам-стеньги).
Також краспицею називається поперечний металевий брус на вежоподібних і триніжних щоглах кораблів і суден, круглої, Г-подібної чи Т-подібної форми для підйому та несення радіоантен, прапорцевих сигналів, навігаційних вогнів тощо.

## Галерея

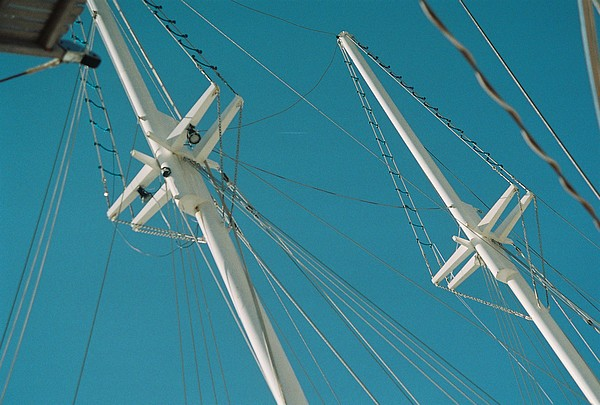
Краспиці салінгів
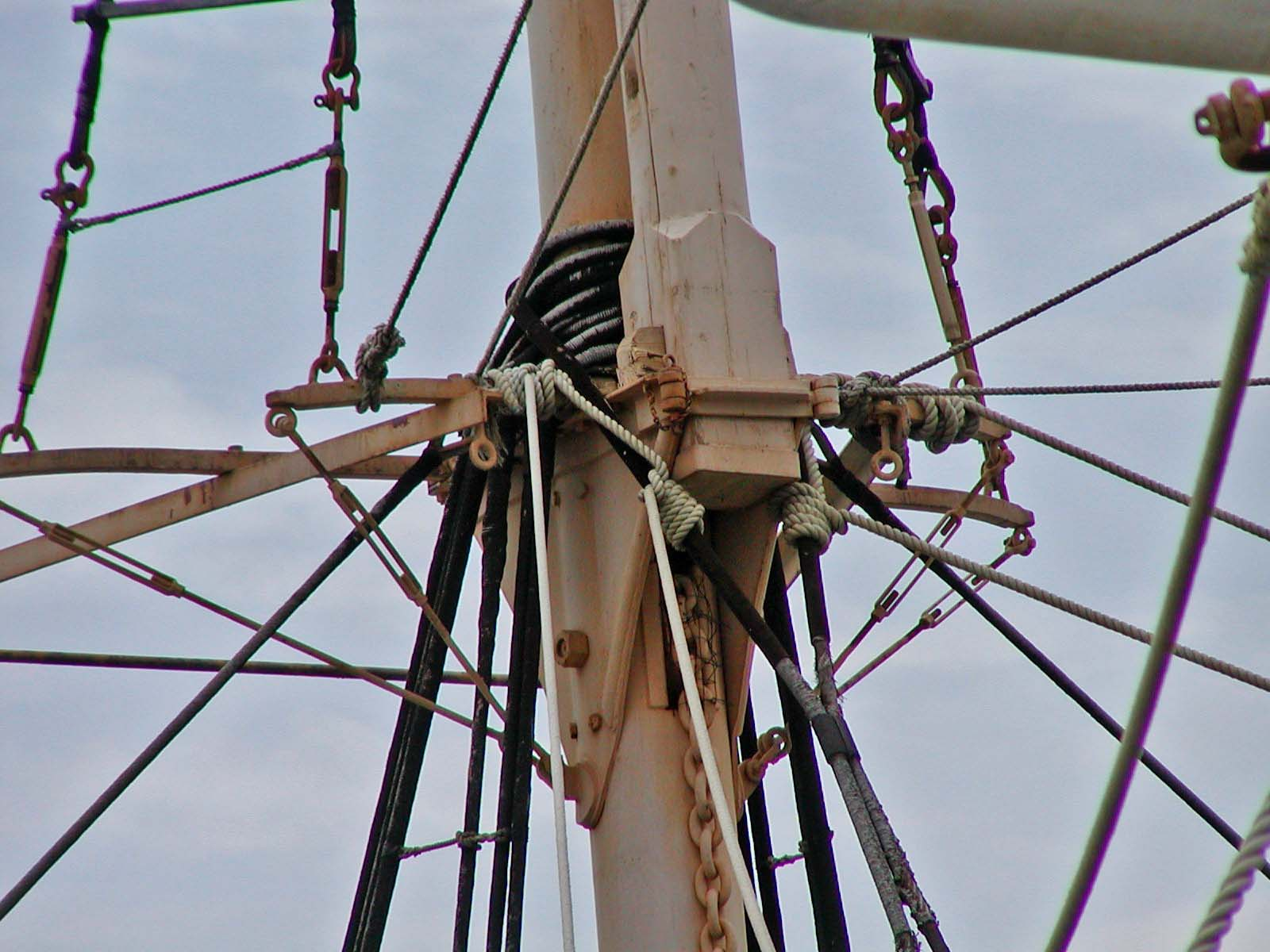
Краспиці салінга вітрильного танкера Falls of Clyde з талрепами брам-вант
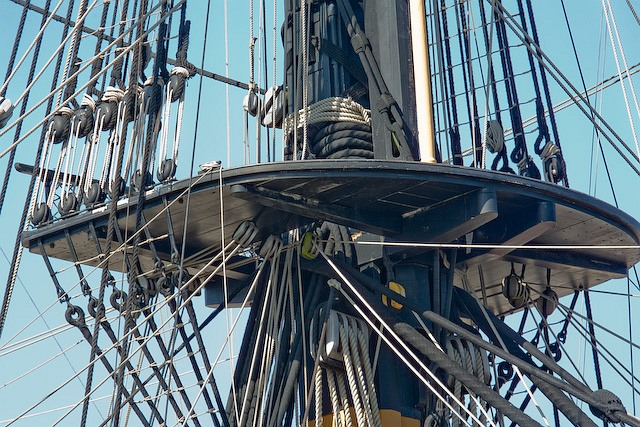
Дві краспиці під марсом лінійного корабля «Victory»
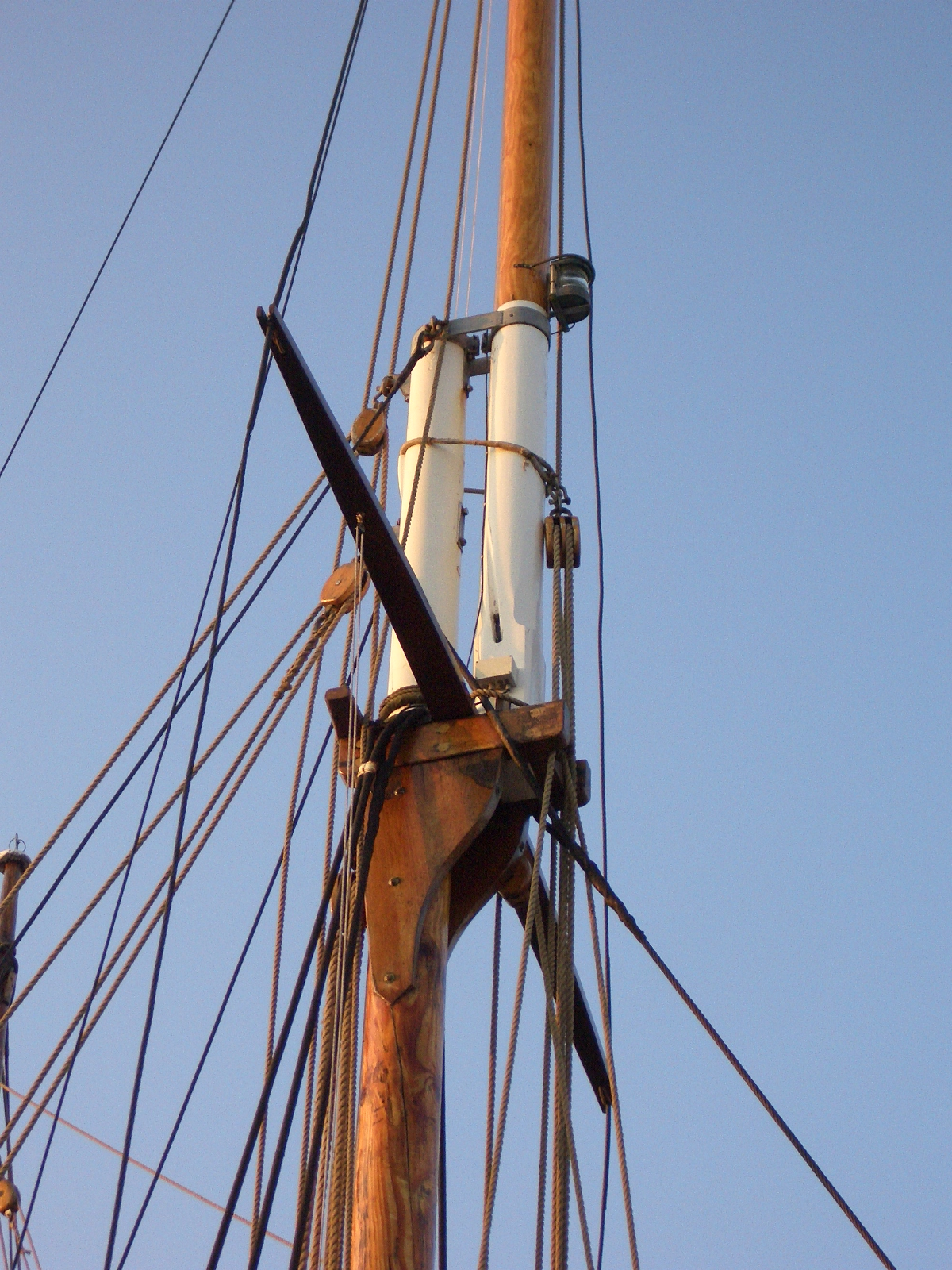
Одинарна краспиця салінга
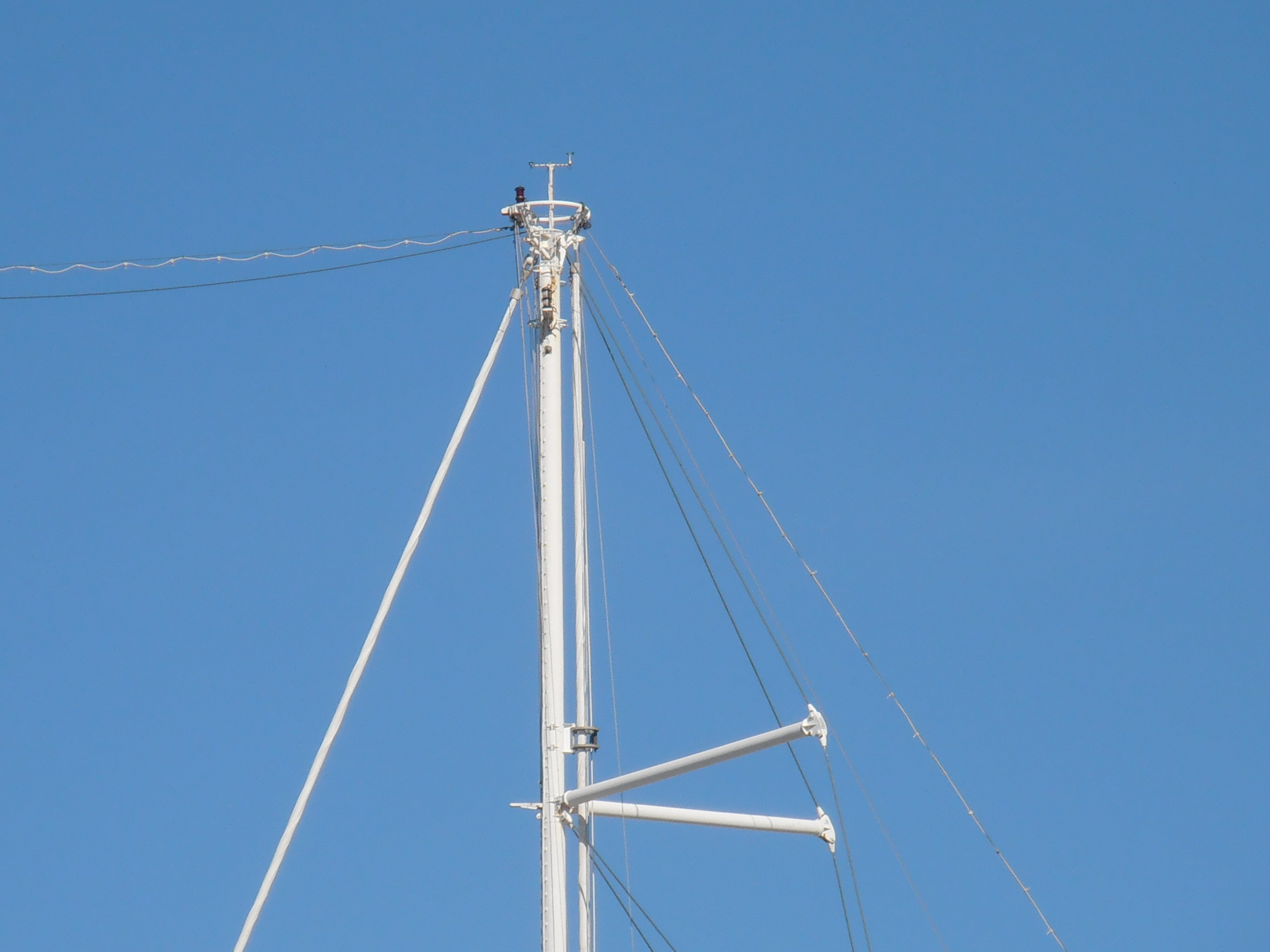
Роздвоєна краспиця для ромбовант